# Le Coudray
Pour les articles homonymes, voir Coudray.
Ne doit pas être confondu avec Coudray-au-Perche.
Le Coudray est une commune française située dans le département d'Eure-et-Loir en région Centre-Val de Loire.

### Situation

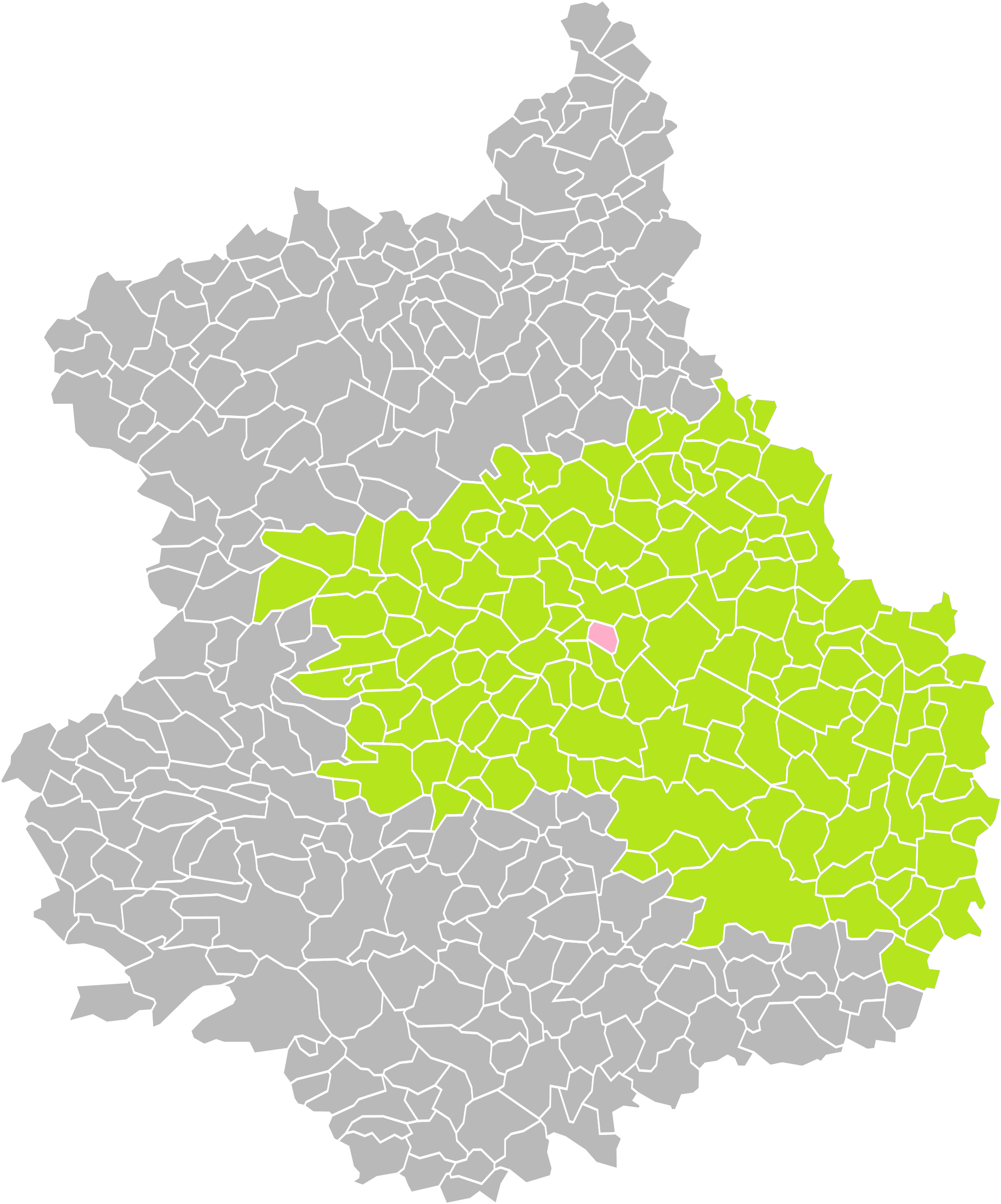
Position du Coudray (en rose) dans l'arrondissement de Chartres (en vert) du département d'Eure-et-Loir (grisé).

## Géographie

### Communes limitrophes
Le territoire de la commune du Coudray est entouré par les communes de Chartres au nord, Gellainville à l'est, Morancez au sud et Luisant à l'ouest.
|         | Chartres   |              |
| Luisant | du Coudray | Gellainville |
|         | Morancez   |              |

### Hydrographie
Coulant du sud entre Barjouville et Morancez, la rivière l'Eure, affluent en rive gauche du fleuve la Seine, borde le territoire communal sur son flanc ouest, avant de se diriger vers le nord et Chartres.
En 2017, des travaux sont entrepris pour rétablir la continuité écologique de la rivière et conduisent à la suppression des bras entourant le moulin Viron.

### Climat
Pour des articles plus généraux, voir Climat du Centre-Val de Loire et Climat d'Eure-et-Loir.
En 2010, le climat de la commune est de type climat océanique dégradé des plaines du Centre et du Nord, selon une étude du CNRS s'appuyant sur une série de données couvrant la période 1971-2000. En 2020, Météo-France publie une typologie des climats de la France métropolitaine dans laquelle la commune est exposée à un climat océanique altéré et est dans la région climatique  Sud-ouest du bassin Parisien, caractérisée par une faible pluviométrie, notamment au printemps (120 à 150 mm) et un hiver froid (3,5 °C).
Pour la période 1971-2000, la température annuelle moyenne est de 10,4 °C, avec une amplitude thermique annuelle de 14,7 °C. Le cumul annuel moyen de précipitations est de 632 mm, avec 10,9 jours de précipitations en janvier et 7,7 jours en juillet. Pour la période 1991-2020, la température moyenne annuelle observée sur la station météorologique de Météo-France la plus proche, « Chartres », sur la commune de Champhol à 4 km à vol d'oiseau, est de 11,4 °C et le cumul annuel moyen de précipitations est de 606,1 mm,. Pour l'avenir, les paramètres climatiques de la commune estimés pour 2050 selon différents scénarios d'émission de gaz à effet de serre sont consultables sur un site dédié publié par Météo-France en novembre 2022.
| Mois                                  | jan.             | fév.           | mars          | avril           | mai             | juin           | jui.           | août          | sep.           | oct.            | nov.           | déc.             | année      |
| ------------------------------------- | ---------------- | -------------- | ------------- | --------------- | --------------- | -------------- | -------------- | ------------- | -------------- | --------------- | -------------- | ---------------- | ---------- |
| Température minimale moyenne (°C)     | 1,8              | 1,5            | 3,4           | 5,1             | 8,5             | 11,6           | 13,5           | 13,4          | 10,5           | 8               | 4,5            | 2,2              | 7          |
| Température moyenne (°C)              | 4,3              | 4,8            | 7,8           | 10,3            | 13,8            | 17             | 19,4           | 19,4          | 15,9           | 12,1            | 7,6            | 4,8              | 11,4       |
| Température maximale moyenne (°C)     | 6,9              | 8,2            | 12,2          | 15,6            | 19              | 22,5           | 25,2           | 25,3          | 21,4           | 16,2            | 10,6           | 7,3              | 15,9       |
| Record de froid (°C) date du record   | −18,4 17.01.1985 | −15 24.02.1963 | −11 01.03.05  | −4,9 04.04.1973 | −1 01.05.1945   | 1,4 02.06.1962 | 0,9 30.07.1928 | 3 17.08.1927  | 0,5 22.09.1928 | −5,4 28.10.1931 | −11,3 30.11.10 | −14,2 29.12.1964 | −18,4 1985 |
| Record de chaleur (°C) date du record | 16,1 27.01.03    | 20,5 27.02.19  | 24,8 31.03.21 | 28,2 18.04.1949 | 31,4 16.05.1945 | 37,2 18.06.22  | 41,4 25.07.19  | 39,6 06.08.03 | 35,5 08.09.23  | 29,8 02.10.23   | 20,9 07.11.15  | 17 06.12.1979    | 41,4 2019  |
| Ensoleillement (h)                    | 635              | 876            | 1 403         | 1 836           | 2 087           | 2 215          | 2 303          | 220           | 1 811          | 1 184           | 724            | 601              | 17 874     |
| Précipitations (mm)                   | 49,9             | 41,5           | 43,5          | 44,6            | 55,3            | 51,5           | 51             | 47,7          | 46             | 58,4            | 56             | 60,7             | 606,1      |

## Urbanisme

### Typologie
Au 1er janvier 2024, Le Coudray est catégorisée grand centre urbain, selon la nouvelle grille communale de densité à 7 niveaux définie par l'Insee en 2022.
Elle appartient à l'unité urbaine de Chartres, une agglomération intra-départementale dont elle est une commune de la banlieue,. Par ailleurs la commune fait partie de l'aire d'attraction de Chartres, dont elle est une commune du pôle principal,. Cette aire, qui regroupe 117 communes, est catégorisée dans les aires de 50 000 à moins de 200 000 habitants,.

### Occupation des sols
L'occupation des sols de la commune, telle qu'elle ressort de la base de données européenne d’occupation biophysique des sols Corine Land Cover (CLC), est marquée par l'importance des territoires agricoles (52,1 % en 2018), en diminution par rapport à 1990 (65,4 %). La répartition détaillée en 2018 est la suivante : terres arables (52,1 %), zones urbanisées (27,8 %), zones industrielles ou commerciales et réseaux de communication (12,9 %), espaces verts artificialisés, non agricoles (7,3 %). L'évolution de l’occupation des sols de la commune et de ses infrastructures peut être observée sur les différentes représentations cartographiques du territoire : la carte de Cassini (XVIIIe siècle), la carte d'état-major (1820-1866) et les cartes ou photos aériennes de l'IGN pour la période actuelle (1950 à aujourd'hui).

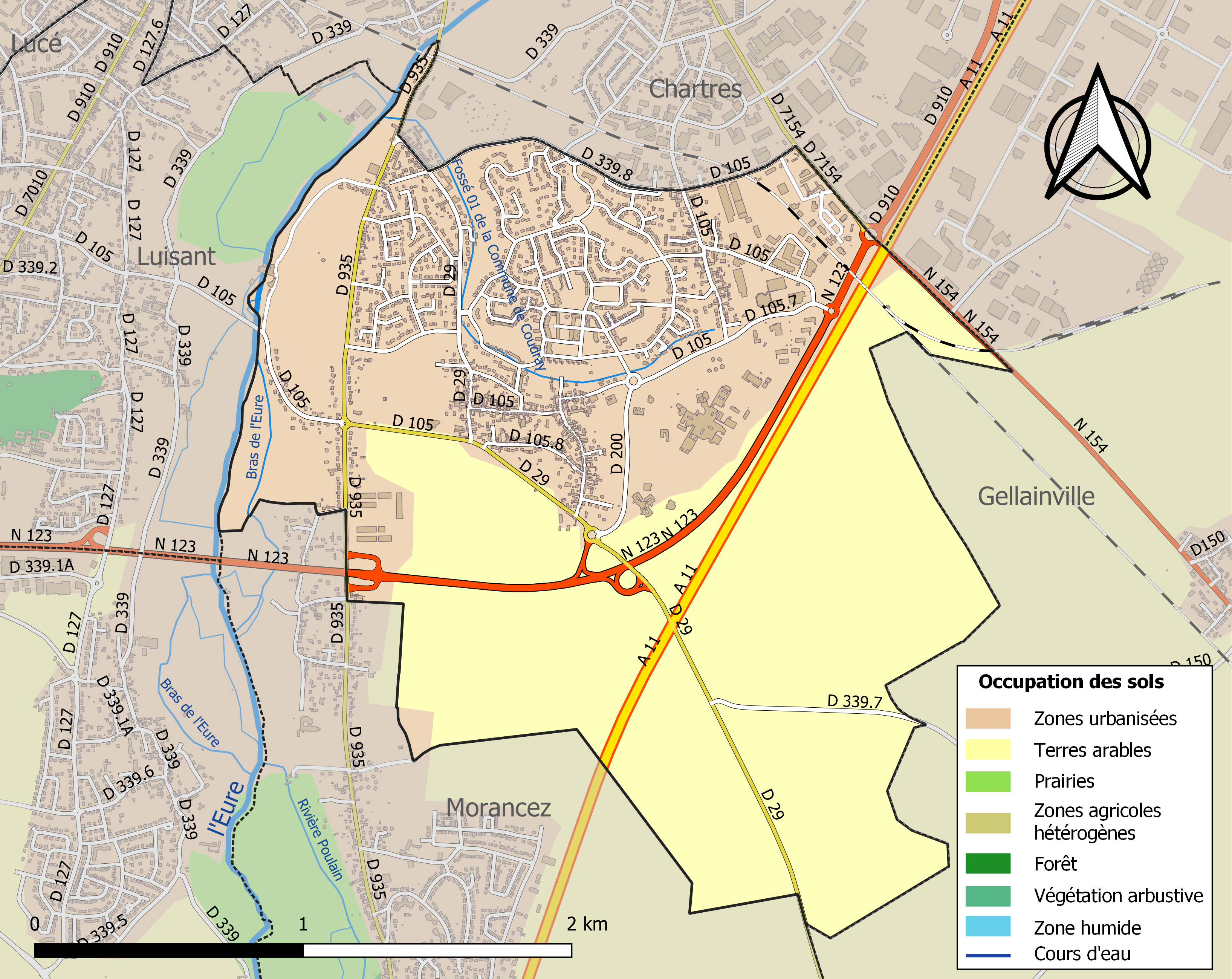
Carte des infrastructures et de l'occupation des sols de la commune en 2018 (CLC).

### Risques majeurs
Le territoire de la commune duCoudray est vulnérable à différents aléas naturels : météorologiques (tempête, orage, neige, grand froid, canicule ou sécheresse), inondationset séisme (sismicité très faible). Il est également exposé à un risque technologique, le transport de matières dangereuses. Un site publié par le BRGM permet d'évaluer simplement et rapidement les risques d'un bien localisé soit par son adresse soit par le numéro de sa parcelle.

#### Risques naturels
Certaines parties du territoire communal sont susceptibles d’être affectées par le risque d’inondation par débordement de cours d'eau, notamment l'Eure. La commune a été reconnue en état de catastrophe naturelle au titre des dommages causés par les inondations et coulées de boue survenues en 1995 et 1999,.

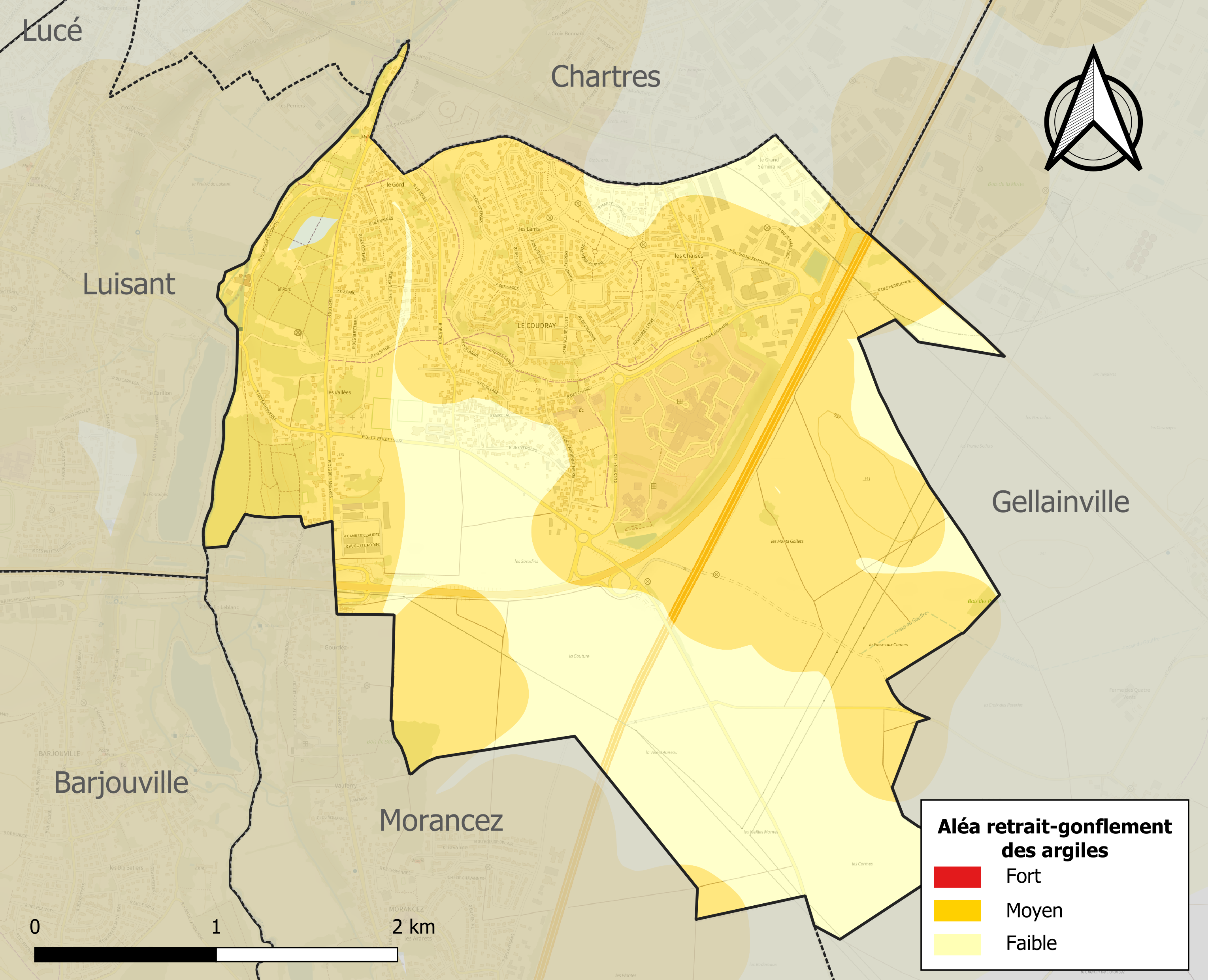
Carte des zones d'aléa retrait-gonflement des sols argileux du Coudray.

Le retrait-gonflement des sols argileux est susceptible d'engendrer des dommages importants aux bâtiments en cas d’alternance de périodes de sécheresse et de pluie. 68,7 % de la superficie communale est en aléa moyen ou fort (52,8 % au niveau départemental et 48,5 % au niveau national). Sur les 1 264 bâtiments dénombrés sur la commune en 2019, 1119 sont en aléa moyen ou fort, soit 89 %, à comparer aux 70 % au niveau départemental et 54 % au niveau national. Une cartographie de l'exposition du territoire national au retrait gonflement des sols argileux est disponible sur le site du BRGM,.
Concernant les mouvements de terrains, la commune a été reconnue en état de catastrophe naturelle au titre des dommages causés par la sécheresse en 2018 et par des mouvements de terrain en 1999.

#### Risques technologiques
Le risque de transport de matières dangereuses sur la commune est lié à sa traversée par des infrastructures routières ou ferroviaires importantes ou la présence d'une canalisation de transport d'hydrocarbures. Un accident se produisant sur de telles infrastructures est en effet susceptible d’avoir des effets graves au bâti ou aux personnes jusqu’à 350 m, selon la nature du matériau transporté. Des dispositions d’urbanisme peuvent être préconisées en conséquence.

## Toponymie
Le nom de la localité est attesté sous la forme Coldretum vers 1123, Coldrailum en 1148.
Le Coudray est un nom de commune et de hameau très répandu en France ; on trouve aussi le féminin La Coudraie.
Coudray est un toponyme, surtout répandu dans l'ouest de la France. Il s'agit de l'ancienne forme du mot "coudraie", désignant un ensemble de coudres, l'ancien nom du coudrier (ou noisetier).

## Histoire
D'importants vestiges gallo-romains, aujourd'hui disparus, sont découverts au XIXe siècle.
La paroisse est mentionnée dès 1220. Elle relevait des comtes de Chartres, et possédait une maladrerie qui fut incendiée, ainsi que le village et l'église, par les troupes de Condé lors du siège de Chartres en 1568.
Un séminaire y fut fondé en 1650 ; vendu comme bien national à la Révolution, il fut alors détruit.
Le 18 août 1944, vers la fin de la seconde Guerre mondiale, la ville est libérée par les alliés américains, qui réduisent les deux dernières poches de résistance allemande de la région de Chartres. Un odonyme local (Rue du 18 août) rappelle cet évènement.

## Politique et administration

### Tendances politiques et résultats

#### Élections municipales du 15 mars 2020
- Maire sortant : Dominique Soulet
- 27 sièges à pourvoir au conseil municipal (population légale 2017 : 4 133 habitants)
- 2 sièges à pourvoir au conseil communautaire (communauté d'agglomération Chartres Métropole)

|                          | Dominique Soulet * | DVD            | 707   | 100    | 27 | 2 |  |  |
|                          |                    |                |       |        |    |   |  |  |
| Inscrits                 | Inscrits           | Inscrits       | 3 018 | 100,00 |    |   |  |  |
| Abstentions              | Abstentions        | Abstentions    | 2 207 | 73,13  |    |   |  |  |
| Votants                  | Votants            | Votants        | 811   | 26,87  |    |   |  |  |
| Blancs et nuls           | Blancs et nuls     | Blancs et nuls | 104   | 3,44   |    |   |  |  |
| Exprimés                 | Exprimés           | Exprimés       | 707   | 23,43  |    |   |  |  |
| * Liste du maire sortant |                    |                |       |        |    |   |  |  |

### Liste des maires
| Période                                  | Période  | Identité          | Étiquette | Qualité                                         |
| ---------------------------------------- | -------- | ----------------- | --------- | ----------------------------------------------- |
| Les données manquantes sont à compléter. |          |                   |           |                                                 |
| 1977                                     | 1985     | Gilles Ferron     |           |                                                 |
| 1985                                     | 2005     | Étienne Bordet    | DVD       | Cofondateur du groupe Jardiland                 |
| 2005                                     | En cours | Dominique Soulet, | DVD       | Ancien artisan, commerçant ou chef d'entreprise |

## Population et société

### Démographie
L'évolution du nombre d'habitants est connue à travers les recensements de la population effectués dans la commune depuis 1793. Pour les communes de moins de 10 000 habitants, une enquête de recensement portant sur toute la population est réalisée tous les cinq ans, les populations de référence des années intermédiaires étant quant à elles estimées par interpolation ou extrapolation. Pour la commune, le premier recensement exhaustif entrant dans le cadre du nouveau dispositif a été réalisé en 2008.

En 2022, la commune comptait 4 063 habitants, en évolution de −3,03 % par rapport à 2016 (Eure-et-Loir : −0,23 %, France hors Mayotte : +2,11 %).
| 1793 | 1800 | 1806 | 1821 | 1831 | 1836 | 1841 | 1846 | 1851 |
| ---- | ---- | ---- | ---- | ---- | ---- | ---- | ---- | ---- |
| 655  | 665  | 669  | 603  | 604  | 677  | 704  | 696  | 700  |

| 1856 | 1861 | 1866 | 1872 | 1876 | 1881 | 1886 | 1891 | 1896 |
| ---- | ---- | ---- | ---- | ---- | ---- | ---- | ---- | ---- |
| 668  | 661  | 647  | 659  | 650  | 635  | 615  | 627  | 571  |

| 1901 | 1906 | 1911 | 1921 | 1926 | 1931 | 1936 | 1946 | 1954 |
| ---- | ---- | ---- | ---- | ---- | ---- | ---- | ---- | ---- |
| 551  | 544  | 525  | 649  | 652  | 682  | 673  | 767  | 832  |

| 1962 | 1968 | 1975  | 1982  | 1990  | 1999  | 2006  | 2008  | 2013  |
| ---- | ---- | ----- | ----- | ----- | ----- | ----- | ----- | ----- |
| 836  | 931  | 1 251 | 1 441 | 2 022 | 2 884 | 3 652 | 3 854 | 4 200 |

| 2018  | 2022  | - | - | - | - | - | - | - |
| ----- | ----- | - | - | - | - | - | - | - |
| 4 131 | 4 063 | - | - | - | - | - | - | - |

## Économie
Le Coudray accueille le centre hospitalier Louis-Pasteur des hôpitaux de Chartres.

## Culture locale et patrimoine

### Lieux et monuments
- Église Saint-Julien de Brioude, peut-être sous l'ancien patronage de Saint-Thibaut-des-Vignes[28] : bâtiment du XIIe siècle remanié au XVIe siècle, tour-clocher XVIe siècle.
- Bâtiment de la chapelle (inscrite aux Monuments Historiques) de l'ancien séminaire des Barbelés.

Lieux et monuments du Coudray
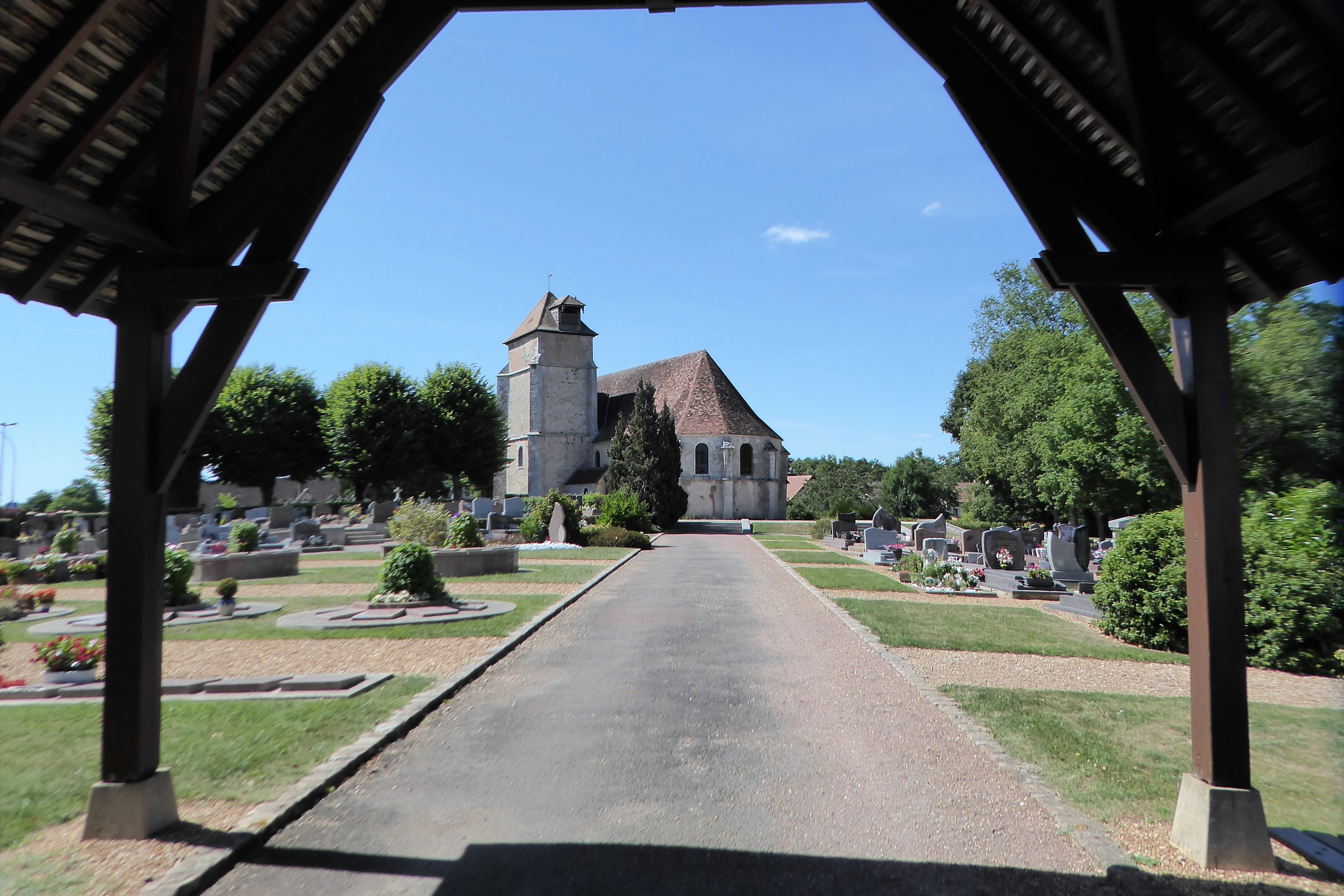
L'église Saint-Julien.
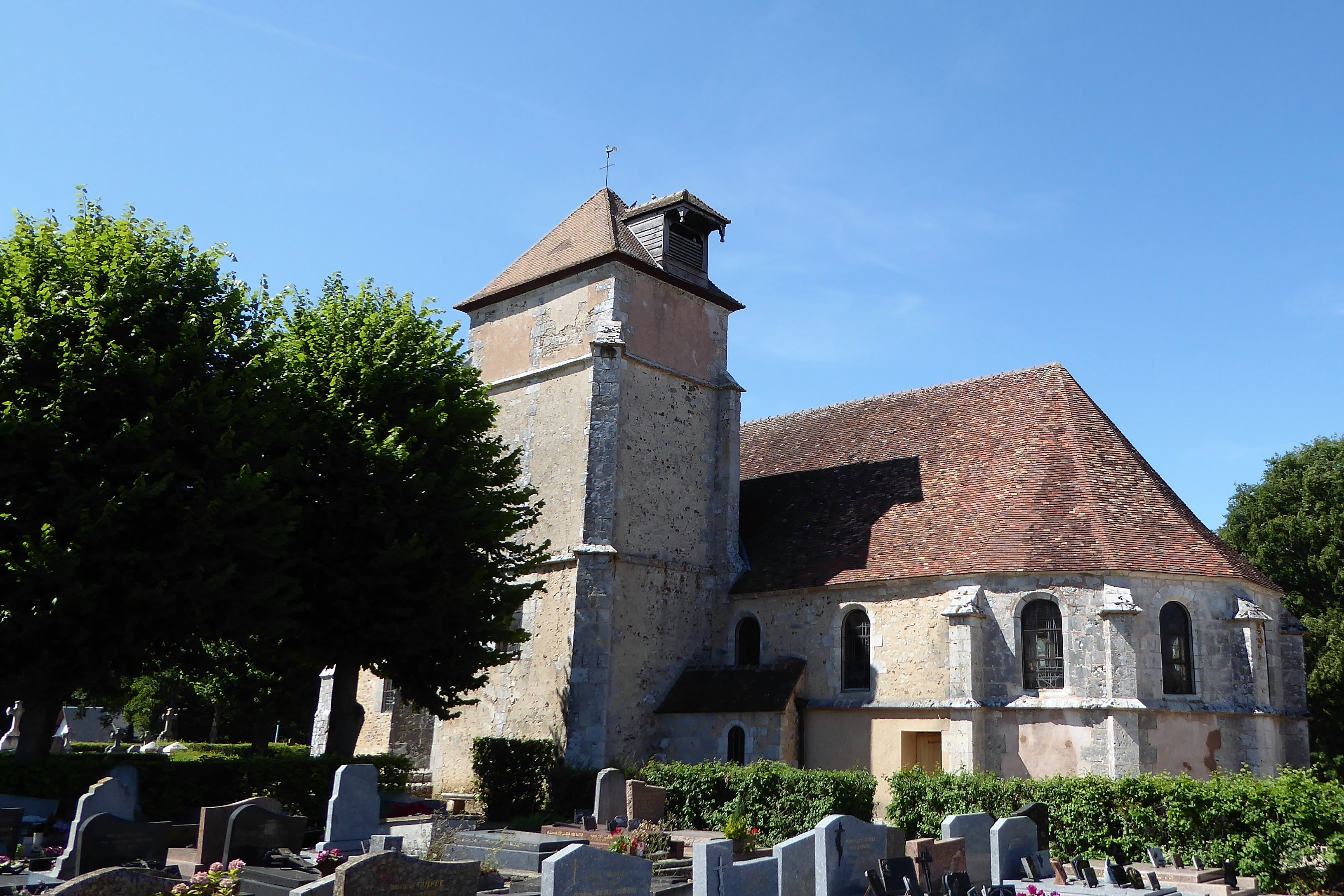
Tour-clocher et abside de l'église.
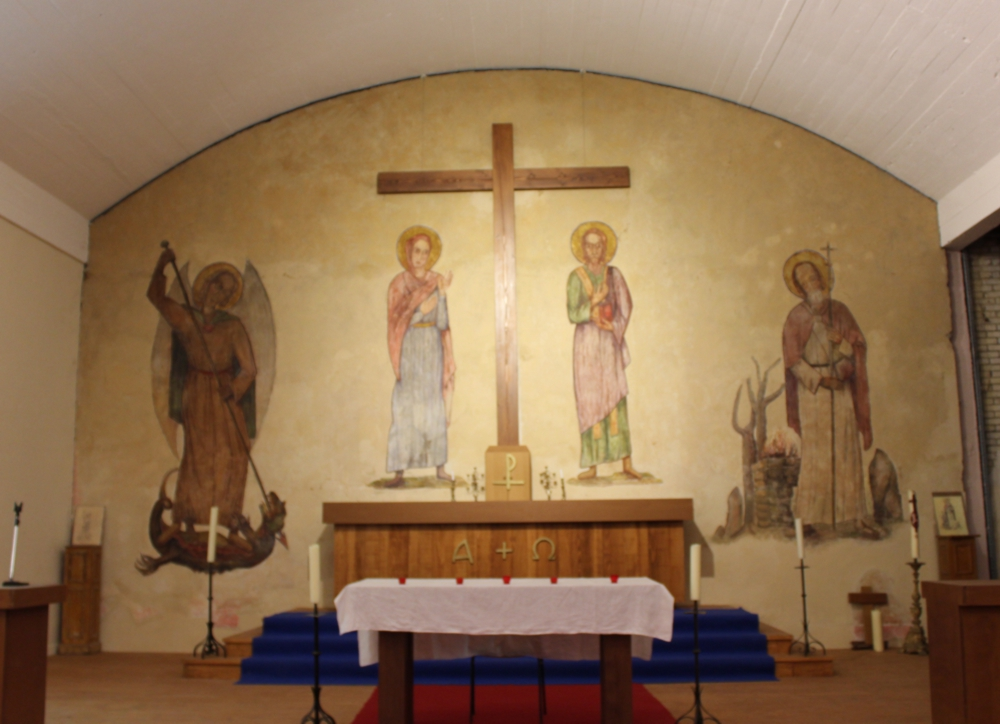
Chapelle de l'ancien séminaire des Barbelés.

### Personnalités liées à la commune
- Élisée Mautaint (1906-2000), instituteur et résistant, mort au Coudray.
- Jean Plichart (1950-2006), peintre et graveur, mort au Coudray.